# FC Pakruojis
FC Pakruojis var en fotbollsklubb från staden Pakruojis i Litauen som grundades 2016.  

## Placering tidigare säsonger
| Säsong | Nivå | Liga                 | Placering | Referens          | Notering                   |
| ------ | ---- | -------------------- | --------- | ----------------- | -------------------------- |
| 2016   | 3    | Antra lyga (Vakarai) | 1         | [ 1 ]             | Uppflyttad till Pirma lyga |
| 2017   | 2    | Pirma lyga           | 9         | [ 2 ]             |                            |
| 2018   | 2    | Pirma lyga           | 7         | [ 3 ]             |                            |
| 2019   | 2    | Pirma lyga           | 15        | [ 4 ] [ 5 ] [ 6 ] | Nedflyttad till Antra lyga |
| 2020   | x    | x                    | x         |                   | Upplöst                    |

## Trupp 2019
Uppdaterad: 1 oktober 2019
| 1  | Litauen | MV | Jordy van de Corput   |  |  |  |  |  |
| 90 | Litauen | MV | Šarūnas Kazlauskas    |  |  |  |  |  |
|    |         |    |                       |  |  |  |  |  |
| 2  | Litauen | F  | Dovydas Lunskis       |  |  |  |  |  |
| 12 | Litauen | F  | Gediminas Balašauskas |  |  |  |  |  |
|    |         |    |                       |  |  |  |  |  |
| 6  | Ukraina | MF | Arsen Muratov         |  |  |  |  |  |
| 14 | Litauen | MF | Almantas Klevinskas   |  |  |  |  |  |
| 24 | Litauen | MF | Artem Fedorov         |  |  |  |  |  |
| 27 | Litauen | MF | Aivaras Renusas       |  |  |  |  |  |
|    |         |    |                       |  |  |  |  |  |
| 10 | Litauen | A  | Aivaras Bagočius      |  |  |  |  |  |
| 33 | Litauen | A  | Rokas Gedminas        |  |  |  |  |  |
| 35 | Litauen | A  | Deividas Puodžiūnas   |  |  |  |  |  |
|    |         |    |                       |  |  |  |  |  |

## Tränare
- Aidas Dambrauskas (2016–2019)